# Шанский Завод
Ша́нский заво́д — село в Износковском районе Калужской области Российской Федерации.
Административный центр сельского поселения «Село Шанский Завод».

## Физико-географическое положение
Шанский Завод расположен на северо-западной окраине Калужской области. Расстояние до областного центра, города Калуги ~ 91 км, до районного центра, села Износки ~ 33 км.
Расстояние до ближайших населённых пунктов: Никулино (~4км), Ростово (~2км), Становое (~1км), Бизяево — менее километра.

## Население
| 2002 | 2010 |
| ---- | ---- |
| 307  | ↘237 |

## Этимология
Своё название село получило от наименования реки Шаня, на берегах которой братья Мосоловы разместили свои заводы. Предыдущее название села — Верхнеша́нский, Шанско́й. В разговорной речи: «Ша́нский», «Шанск».

## История

### XVIII век
Село известно с первой половины XVIII века, когда братья Мосоловы основали на реке Шане два завода.
На карте окрестностей Можайска Жозефа Николаса Делиля от 1724 года, никакого населённого пункта на этом месте нет
1734 год: На реке Шаня сыновьями тульского металлурга-оружейника Перфилия Григорьевича Мосолова — братьями Алексеем, Максимом, Иваном Большим и Иваном Меньшим основаны Верхнешанские доменный и передельный завод в Кузовской дворцовой волости, в Тупцовском стане Можайского уезда. Мосоловы испросили разрешение на постройку молотовых амбаров вблизи деревни Становой, а если будет возможно — и домну.
1736 год: Строительство церкви Рождества Христова.
1749 год: Мосоловы строят в Шанском заводе парусно-полотняную фабрику в 64 стана, которая потом перешла к гжатским купцам Церевитиным.
1755 год: Умирает старший из братьев Мосоловых, а Шанские металлургические заводы были остановлены. Причиной остановки производства стал конфликт с графом Александром Ивановичем Шуваловым. Однако Мосоловы продолжали владеть другими производствами Шанского завода, кроме металлургического. К Ивану Меньшому переходят бумажная и полотняная фабрика, а также пильная мельница Шанского завода.
1774 год: Указано на карте Московской провинции Горихвостова как «Верхнешанский».
1776 год: В Шанском заводе уже две парусно-полотняные мануфактуры, писчебумажная фабрика и кирпичный завод. По другим сведениями писчебумажная и полотняно-парусная фабрики (64 стана) были построены Иваном Большим Мосоловым в 1785 году.
1787 год: Семён Иванович Мосолов с братом Иваном (сыновья Ивана Меньшого Мосолова) владеют Шанской бумажной фабрикой и крестьянами при фабрике в деревне Крутицы.
1782 год: На геометрической карте Калужского наместничества упоминается под именем «Шанско́й».

### XIX век

#### Отечественная война 1812 года
В середине XIX века колокольня церкви Рождества Христова использовалась как триангуляционный пункт № 282 с координатами 55°06′32″ с. ш. 35°35′57″ в. д.. Координаты были найдены от Пулковского меридиана. Указанный пункт практически совпадает с современным положением церкви Рождества Христова
1804 год: Шанской писчебумажной фабрикой владеет Пелагея Григорьевна Ртищева (внучка Алексея Перфильевича Мосолова, жена капитана Ртищева), выпускаемые листы помечаются литерой МУШФПР («Медынского уезда Шанская Фабрика Пелагеи Ртищевой». Фабрикой Ртищева управляет с 1797 года
1809 год: Писчебумажная фабрика переходит к купцам Церевитиновым.
10 сентября (29 августа) 1812 год мародёры сожгли Шанскую фабрику.
16 сентября (4 сентября) 1812 год отряд полковника Василия Андреевича Быхалова разбил фуражиров у Шанской фабрики.
1822 год: В архивном деле «по жалобе мастеровых людей на своих содержателей» (20 апреля 1822 г.) упоминаются Шанские фабрики гжатских купцов Церевитиновых.Упомянутые купцы были призваны императором Петром Великим для обеспечения доставки продуктов и строительных материалов через вновь созданную Гжатскую пристань с Украины в северные земли.
В источниках упоминаются представители династии Церевитиновых — купец 2-й гильдии Иван Иванович (1720-1784), его сын, Иван Иванович (1746-1812), внук Фёдор Иванович (1773-1839), купец 1-й гильдии, похоронен у церкви Шанского завода, Василий Федорович (1814-1886), купец 1-й гильдии, дворянин, почетный гражданин, похоронен у церкви села Передел. Его сын, Фёдор Васильевич Церевитинов(1874-1947), родившийся в селе Передел Медынского уезда, стал известным советским химиком.
1836 год: Шанско-заводской священник Иоанн Вениаминов для получения компенсации за потери в Отечественную войну пишет следующий рапорт:

Его высокоблагословению благочинному села Межетчины протоирею Петру Вениаминову, Шанского завода священноцерковнослужителей рапорт. В силу указанного из Калужской духовной консистории предписания вашему высокоблагословению сим честь имеет донести, что в 1812 году мародеры французской армии сожгли всю Шанскозаводскую фабрику, и с нею Христорождественскую нашу церковь, в коей сверх иконостаса сгорело церковных вещей на тысячю рублей. К сему рапорту Шанскозаводский священник Иоанн Вениаминов руку приложил. К сему рапорту диакон Петр Конов руку приложил. Пономарь Василий Васильев руку приложил. Благочинный Межетский протоирей Петр Вениаминов. 1836 года Июля 26-го дня.
1839 год: Упоминается писчебумажная фабрика Фёдора и Ивана Церевитиновых, перешедшая им от Мосоловых, на 12 ролей, 345 рабочих, 81,600 рублей в год дохода.
1850 год: В Журнале Министерства внутренних дел от 1850 года сказано, что «16 марта в Медынском уезде Калужской губернии на писчебумажной фабрике купца Церевитинова от прогоревшей печи загорелся деревянный дом с разным имуществом и долговыми актами, ущербу принесено на 15 тысяч рублей серебром».
1855 год: Купцу Церевитинову принадлежат Шанская и Архангельская (на реке Лужа, село Передел) писчебумажные фабрики. Изготавливаются писчая, картузная, газетная, оберточная, табачная и чайная бумаги. Доход Шанской фабрики—- 33 000 рублей в год, работают до 300 человек. Сбыт продукции — в Москву и Калугу. Доход Архангельской фабрики — 62 000 серебряных рублей в год, работает до 100 человек, сбыт — в Москву и Санкт-Петербург.
1856 год: Нижней Шанской фабрикой владеет гжатский купец Василий Иванович Церевитинов.
1859 год: В Списке населённых мест Калужской губернии Шанский завод — владельческое сельцо 2-го стана Медынского уезда, где располагается становая квартира.
1864 год: Упоминается плотина шириной 13 м и длиной 210 м в Шанском заводе, выше которой которой река Шаня образует озеро, длиной около 2,1 км, глубиной до 4 м и шириной около 600 м.
1868 год: Купец Гаврила Никитович Волков открывает в селе Шанский завод одну из своих спичечных фабрик. Фабрики перешли к его сыновьям и просуществовали до 1920-х годов.
1879 год: В селе Шанский Завод открывается народное училище.
1890 год: В селе располагается почтовая станция, смотритель — Яков Фёдорович Дагестанский.
1891 год: Местечко Шанский завод входит в Кузовскую волость Медынского уезда 2-го стана.
1897 год: Согласно переписи населения в селе Шанский Завод проживает 581 человек — 255 мужчин и 326 женщин. В селе 63 старообрядца, которые приемлют австрийское священство.

### XX век
В годы Первой Мировой войны сапожная фабрика Зимина в Шанском заводе работала на оборону.
1914 год: В Шанском заводе располагается спичечная фабрика Фёдора Арсентьевича Зимина, в ней 93 рабочих, на 35 288 рублей годового производства

#### Революции 1917 года, установление Советской власти
1918 год: священник села Шанский Завод, Василий Благовещенский, расстрелян за участие в крестьянском антисоветском восстании в Медынском уезде. Всего отрядом Прокопчика в Шанско-Заводской волости убито или расстреляно 26 бунтовщиков («Коммуна» за 10 декабря 1918 г.)
1924 год: Декретом ВЦИК 13 февраля об административном делении Калужской губернии Шанский Завод становится центром Шанско-Заводской волости Медынского уезда.
1926 год в Шанском Заводе находится спичечная фабрика «Звезда»
1927 год: Медынский уезд становится Мятлевским, с центром в Мятлево.
1928 год: В здании бывшей спичечной фабрики открывается школа колхозной молодёжи.
1929 год: Постановлением Президиума ВЦИК от 17 июля село Шанский Завод отходит к Вяземскому округу Западной области РСФСР.. Через год округ был упразднён, а его районы перешли в прямое подчинение областному центру — Смоленску. Шанский завод становится частью Медынского района.
27 сентября 1937 года: Западная область упраздняется, Медынский район и Шанский Завод отходят к Смоленской области.

#### Великая Отечественная война

##### 1941 год
В начале октября, после прорыва нашей обороны в районах Вязьмы и Варшавского шоссе, село было оккупировано частями вермахта. На территории села и района был установлен оккупационный порядок, назначены временные администрации и старосты из числа коллаборационистов.

В результате трехсуточных боев на Малоярославецком направлении противник частями 3 м(ото) п(ехотной) д(ивизии) прорвал оборонительную полосу Подольского пехотного училища и, развивая успех в восточном направлении, 18.10.41 г. без серьезного сопротивления со стороны наших частей овладел районом и городом Малоярославец
С октября 41-го по январь 1942 годов на территории Шанского Завода гитлеровцами был обустроен концентрационный лагерь для военнопленных, в котором погибло большое число пленных бойцов и командиров Красной Армии.

##### 1942 год
13 января: 194-я стрелковая дивизия 43-й армии освобождает от врага Шанский завод. Однако бои в районе Шанского завода только начинались…
16-19 января войска 110-ой, 222-ой и 113-й стрелковых дивизий(далее сд) 33-ой армии генерала Ефремова заняли Верею. После трёхмесячной оккупации Верея была полностью освобождена. Разбитые части противника отступили в направлении Шанского завода и Можайска.
20 января 113 сд получает приказ планировать наступление в направлении села Шанский завод.
22 января, в три часа ночи, части 113 сд сосредоточились в селе Шанский завод. В боевом донесении отмечается плохое качество дороги и трудности, возникающие при одновременном перемещении двух дивизий — 113-й и 93-ей («пробки»). Штаб 93-й дивизии располагался в деревне Никулино, дивизия находилась на марше в направлении Никулино.
Северо-западная окраина села Шанский завод подверглась обстрелу группой автоматчиков. Оперативная группа штаба 113 сд располагалась в деревне Никулино. В деревне Никулино также установлено орудие 972-го артиллерийского полка (далее ап) и орудие 1/109 гаубичного артиллерийского полка (далее гап) для поддержки 1290-го стрелкового полка. Другая артиллерия и зенитный дивизион отстали и находятся в пути, в районе Гончаровки. Запасы горючего 113-й дивизии были исчерпаны.
23 января противник занимает деревни, прилегающие к Шанскому заводу — Кузово и Водопьяново. В 18:30 Шанский завод был обстрелян из миномётов. 1288 и 1292 стрелковые полки(сп) 113-сд наступают в направлении Износок. 1290 стрелковый полк 113 сд остаётся для обороны Шанского завода.
24 января из штаба 110 сд (г. Верея) приходит приказ 1289 и 1291 сп двигаться на юго-запад, преследовать отступающего противника и к 25.01 сосредоточится в с. Шанский завод. В ночь на 24 января из Боровска в направлении Шанского завода выдвигается 160-я стрелковая дивизия. Она достигает района сосредоточения вечером того же дня. Из-за появления в районе Шанского завода частей 160-й сд противник усиливает полёты разведывательных самолетов и бомбардировки.
На момент прибытия 160-й дивизии рубеж обороны 4-й танковой армии немцев протягивался практически непрерывно от Гжатска на юг, к Шанскому заводу. Здесь рубеж прерывался, превращаясь в отдельные гарнизоны, занимающие деревни и села около Шанского завода. Небольшое расстояние между населёнными пунктами, занятыми немцами, эффективно использовалось ими для перекрёстного и кинжального огня из миномётов, пулемётов и другого стрелкового оружия. Несмотря на это, 1295-й стрелковый полк 160-й дивизии выбивает фашистов из Шанского завода и Станового. Противник потерял до 150 человек убитыми и ранеными и отступил в Шевнево. Штаб 160-й дивизии расположился в д. Никулино, которая несколько раз подвергалась бомбардировке.
25 января 1290 сп 113-й дивизии передаёт оборону Шанского завода 160 сд, 2/109 ГАП дивизии остаётся для поддержки обороны Шанского завода. Штаб 93 сд располагается в деревне Никулино.
26 января 160 сд продолжает занимать Шанский завод. В Шанский завод входят части 110 сд. В Шанском заводе располагается командный пункт 110 сд, в деревне Кульпино — дивизионный обменный пункт, в деревне Семёна — дивизионный медицинский пункт. Периодически от Шанского завода предпринимаются атаки на деревни и сёла, занятые противником — Азарово, Шевнево, Водопьяново, Кузово и Павлищево.
Полк 160-й сд блокирует Глиньево. 1291 сп 110-й дивизии обороняет Шанский завод и Становое. Проявляет активность авиация противника. Разведка установила наличие ДЗОТов и ОП миномётов в Кузово.
27 января утром авиация противника бомбит Шанский завод. 1289 сп 110-й дивизии с ротой сапёрного батальона строит ДЗОТы южнее Кузова для ведения огня прямой наводкой. 1289 сп выходит западнее Кузова, совместными действиями 160-й и 222-й дивизий было освобождено Глиньево.
28 января 1291 сп 110 сд освобождает Шевнево, Азарово и Водопьяново. Противник сжигал дома в оставляемых деревнях. В Водопьяново осталось три дома, в Азарово 2 дома, в Шевнево— 5 домов. Таким образом, к этому дню части 110-й дивизии удерживают или патрулируют: Шанский завод, Шугайлово, Шевнево (1287 сп), Становое, МТС Шанского завода, южную окраину Бизяево (1291 сп), деревни Кузово, Глиньево (1289 сп, лыжные батальоны), Тросна, Клины. 160-я дивизия покидает Шанский завод.
29 января противник удерживает Юсово, Терехово, Тросна, Клины. Под боевым охранением 1287 сп находятся Прудищи.
30 января Жуков приказывает Ефремову, в числе прочего, «разгромить группировку противника в районе села Шанский Завод, после чего наступать… 110-ю дивизию держать для обеспечения фланга». Части 222-й дивизии продвигаются на юг, к Износкам, по дороге Никулино—Ивлево—Волынцы.
6 февраля 1291 сп 110-й сд после изнурительных боёв, со значительными потерями овладевает Юсово. Противник сжёг его при отступлении полностью.
8 февраля штаб 110 сд перемещается в освобождённое Терехово. Зимой — весной 1942 года в здании школы располагался госпиталь 110-й стрелковой дивизии. Умерших хоронили на кладбище села Шанский завод.

## Памятники и монументы
- Захоронение на окраине села. В братской могиле захоронены останки более чем 550-ти бойцов и командиров частей и подразделений 110-й стрелковой дивизии, партизан и подпольщиков, погибших в боях за село Шанский Завод, умерших от ран в полевом госпитале 493-го мсб, или расстрелянных оккупантами. Позднее здесь были захоронены останки погибших и из других окрестных могил[53][54].
- Памятник у сельской администрации
- Церковь Рождества ХристоваНадгробная плита у церкви, с надписью «Под этой доской покоится прах тела раба Божия Николая Новосильцева, скончавшегося в 1796 году, жития его было 79 лет»

## Религия
Многие жители села и окрестных деревень являются прихожанами церкви Рождества Христова
Двухэтажная каменная церковь Рождества Христова с колокольней была построена по указанию Ивана Мосолова в 1736 году. В церкви был создан придел Николая Чудотворца.
Во время Отечественной войны 1812 г. храм был сожжён французами. Церковь восстановили 5 лет спустя на деньги купцов Перевитиных и на казённые средства.
В 1930 году храм был закрыт. Последний его настоятель, священник Пётр Молчанов, 28 апреля 1933 года был сослан на 3 года в Северный край. Во время войны храм взорвали немцы.
Новый приход в честь Николая Чудотворца был создан в августе 1996 года. Настоятелем прихода был назначен игумен Агафангел Бобров. Помещение для молитвенного дома выделили в доме дореволюционной постройки. К Пасхе 1997 г. помещение было переоборудовано и готово для богослужений. 10 сентября 2000 г. молитвенный дом был освящён архиепископом Калужским и Боровским Климентом.

## Образование
C конца XIX века в селе существовало народное училище. С 1928 года действует школа колхозной молодёжи, где училось 180 человек, работало 12 преподавателей. В 1937 году народное училище в Шанском Заводе было преобразовано в среднюю школу. В ней учатся дети из села Шанский Завод, деревень Гиреево, Бизяево, Никулино, Фокино, Михали.

## Транспорт
Два раза в день ходит автобус до города Медынь и раз в неделю до районного центра — села Износки. Ближайшая автомобильная дорога общего пользования межмуниципального значения 29 ОП МЗ29Н-191 («Шанский Завод — Гиреево»).

## Инфраструктура
В 2017 году в Шанском Заводе открылся пункт по забою скота.
В январе 2019 года была озвучена и поддержана идея объединения сельских поселений Шанский Завод и Михали.

## Статьи и публикации
- Попов А. И. Хроника действий кордонов Калужской Губернии // Собрание материалов ежегодных научных конференций в г. Малоярославце : Сборник научных статей. — Интернет-проект «1812 год», 2002.
- Ананьева М. Г. Мосоловы // Тульский краеведческий альманах : Историко-краеведческий ежегодник. — Тула: при поддержке фонда им. Д.С. Лихачева., 2010. — Вып. 7. — ISSN 2312-1513.
- Власьев Н. И. Можайск в его прошлом // Можайское историческое общество : Сетевой журнал. — 2012.
- На мемориальном комплексе в калужском селе появятся забытые имена погибших фронтовиков // REX : Информационное агентство. — 2010. — 14 апреля.
- Татьяна Романова. В районе Износок // Весть : газета. — 2012. — 31 мая.
- Пётр Пшеничный. Дневник ополченца. Хроника военных событий Великой Отечественной войны 1941–1945 гг // ПО "Патриот" : портал. — 2014. Архивировано из оригинала 13 сентября 2016 года.
- Владимир Мельников. Командиры героической 110-й стрелковой дивизии // Центр города : газета. — 2012. — 20 марта (№ 11). — С. 2. Архивировано из оригинала 13 марта 2016 года.

## Внешние медиафайлы
- Ника-ТВ (2015-30-12). В память о лыжном батальоне.  04:45 мин. {{cite episode}}: Проверьте значение даты: |airdate= (справка); |series= пропущен или пуст (справка)
- Светлана Царёва (2 июня 2015). "Как это было..." (фильм по сценарию сельского библиотекаря села Шанский Завод).  34:50 мин. {{cite episode}}: |series= пропущен или пуст (справка)